# Мало Църско
Мало Църско или Горно Църско (на македонска литературна норма: Мало Црско; на албански: Cërscka e Vogël) е село в община Кичево, в западната част на Северна Македония.

## География
Селото е разположено в областта Горен Демир Хисар, макар и административно да се води кичевско село. От Кичево е отдалечено на 28 km.

## История
Според местната легенда в миналото Големо и Мало Църско били едно село, разположено в местността Гармаге. Неговите жители, за да избегнат честите грабежи се оттегли далече от пътищата в долините на планините Влак и Осой и формирали сегашните две села.
В XIX век Мало Църско е чисто българско село в Демирхисарска нахия на Битолска каза на Османската империя. Църквата „Свети Георги“ е от 1848 година, църквата „Свети Илия“ е от 1933 година (или ΧΙΧ век), а църквата „Света Неделя“ от началото на XX век.
Според Васил Кънчов в 90-те години Церско е на хубаво място и има църква на гиздаво място, добро училище и 80 християнски къщи. Според статистиката му („Македония. Етнография и статистика“) в 1900 година в Горно Църско живеят 250 българи-християни.
На Етнографската карта на Битолския вилает на Картографския институт в София от 1901 година Мало Църско е чисто българско село в Битолската каза на Битолския санджак с 60 къщи.
Цялото село e под върховенството на Българската екзархия. По данни на секретаря на екзархията Димитър Мишев („La Macédoine et sa Population Chrétienne“) в 1905 година в Мало Църско има 360 българи екзархисти и функционира българско училище.
При избухването на Балканската война 16 души от Горно и Долно Църско са доброволци в Македоно-одринското опълчение.
След Междусъюзническата война в 1913 година селото попада в Сърбия.
В 1961 година има 22 жители.
Според преброяването от 2002 година селото има 1 жители македонец.
| Националност | Всичко |
| македонци    | 1      |
| албанци      | 0      |
| турци        | 0      |
| роми         | 0      |
| власи        | 0      |
| сърби        | 0      |
| бошняци      | 0      |
| други        | 0      |

От 1996 до 2013 година селото е част от община Другово.

## Личности
Родени в Мало Църско
- дядо Андрей Петров Блажевски Расолковски (1861 – 1903), български хайдутин и революционер
- Богой Симеонов (1885 – ?), български революционер
- Иван Анастасов, македоно-одрински опълченец, Трета отделна партизанска рота, Сборна партизанска рота на МОО, носител на орден „За храброст“ ІV степен, роден в Големо или Мало Църско[10]
- Мито Пейовски (1932 – 2005), югославски дипломат
- Симеон Танев, доброволец в четата на Иван Атанасов – Инджето през Сръбско-българската война в 1885 година[11]
- Тодор Шикалев (? – 1937), български революционер
- Христо, деец на ВМОК, делегат на Деветия македоно-одрински конгрес от Стара Загора, роден в Мало или Големо Църско[12]
- Янаки Анастасов, македоно-одрински опълченец, Трета отделна партизанска рота, Сборна партизанска рота на МОО, убит на 27 юли 1913 година, роден в Големо или Мало Църско[13]